# Кубинско-узбекистанские отношения

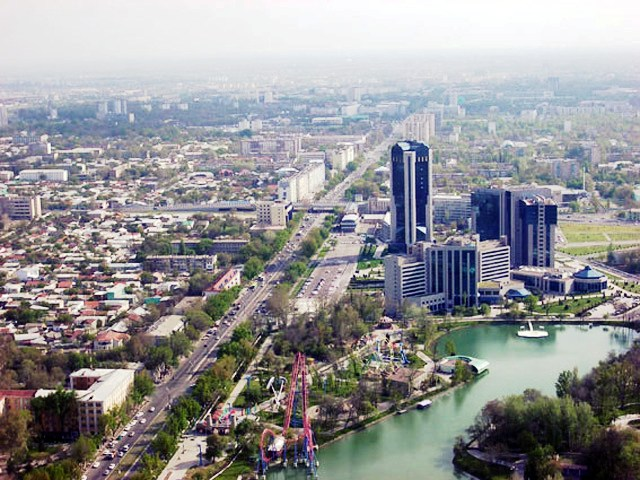
Ташкент

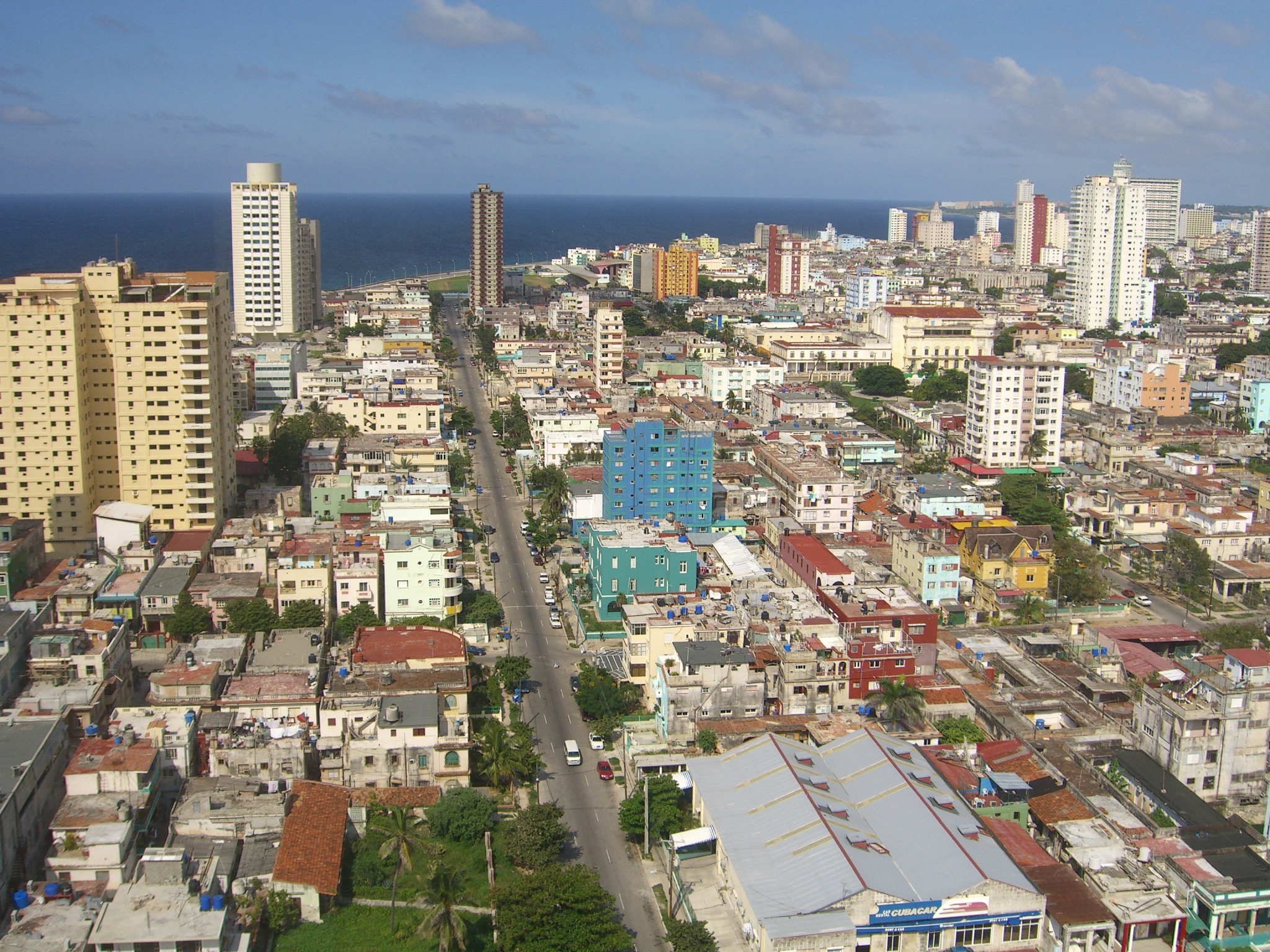
Гавана

Узбекиста́нско-куби́нские отноше́ния (узб. Oʻzbekiston va Kuba munosabatlari; исп. Relaciones de Cuba y Uzbekistán) — отношения между двумя государствами-членами ООН — Республикой Узбекистан и Республикой Куба. Обе страны признают друг друга как независимые государства и как полноправные члены мирового сообщества. Дипломатические отношения между странами были установлены только 13 марта 2006 года — через 15 лет после распада СССР. Соответствующая совместная декларация была подписана в Ташкенте — в столице Узбекистана. Стороны по состоянию на июнь 2019 года не имеют своих посольств или других представительств непосредственно на территориях друг друга. Куба входит в консульский округ посольства Республики Узбекистан в Вашингтоне (США), а дипломатические отношения Кубы в Узбекистане поддерживает посольство Республики Куба в Баку (Азербайджан). Оба государства являются полноправными членами Движения неприсоединения.
|                            | Узбекистан                                                           | Куба                                                                |
| -------------------------- | -------------------------------------------------------------------- | ------------------------------------------------------------------- |
| Население (2019)           | 33,255,000                                                           | 11,220,000                                                          |
| Территория                 | 448 800 км²                                                          | 110 860 км²                                                         |
| Плотность населения (2019) | 74,1 чел./км²                                                        | 102,0 чел./км²                                                      |
| Столица                    | Ташкент                                                              | Гавана                                                              |
| Крупнейшие города          | Ташкент, Самарканд, Наманган, Бухара, Фергана, Андижан, Карши, Нукус | Гавана, Сантьяго-де-Куба, Камагуэй, Ольгин, Гуантанамо, Санта-Клара |
| Форма правления            | Многопартийная президентская республика                              | Однопартийная социалистическая республика                           |
| Государственный язык       | узбекский                                                            | испанский                                                           |
| Основная религия           | Ислам (суннизм)                                                      | Христианство (католицизм)                                           |
| ВВП (ППС) (2018)           | 238,997 млрд долларов США (7359 $ на душу населения)                 | 137,000 млрд долларов США (9000 $ на душу населения)                |
| ВВП (номинал) (2018)       | 40,259 млрд долларов США (1238 $ на душу населения)                  | 96,851 млрд долларов США (8433 $ на душу населения)                 |
| Валюта                     | Сум                                                                  | Песо                                                                |
| ИЧР (2017)                 | 0,710                                                                | 0,700                                                               |

У СССР и Кубы были прочные политические, экономические и культурно-гуманитарные отношения. Фактически отношения между Кубой и Узбекистаном начались после Кубинской революции, которая завершилась в 1959 году на Кубе. В советское время Узбекскую ССР много раз посещали делегации из Кубы. В частности, в мае 1963 года Узбекскую ССР посетил Фидель Кастро. По словам очевидцев того приезда, десятки тысяч людей вышли на улицы Ташкента для его встречи. Улицы, через которые проезжал кортеж Фиделя Кастро и других официальных лиц, были оцеплены милицией и КГБ из-за большого количества желающих увидеть кубинского революционера. В советском Узбекистане Фидель Кастро помимо Ташкента посетил Самарканд, где ознакомился с рядом архитектурных достопримечательностей древнего города. Также Кастро в ходе поездки посетил Туябугузское водохранилище в Ташкентской области, открытое за год до приезда кубинского лидера, а также ознакомился с развитым сельским хозяйством республики на образцовом колхозе «Красный Узбекистан» в Орджоникидзевском районе Ташкентской области. В честь приезда Кастро, на колхозе был устроен большой приём с участием руководства республики и центральных властей СССР. После поездки в Узбекскую ССР, Кастро решил также превратить Кубу в развитую сельскохозяйственную страну, и на Кубу были приглашены специалисты по сельскому хозяйству из СССР, в частности из Узбекской ССР. Во время визита Кастро в республику, его сопровождал тогдашний руководитель Узбекистана — Шараф Рашидов.
Между странами по состоянию на июнь 2019 года имеется визовый режим. Для въезда гражданам Кубы в Узбекистан нужно оформить электронную визу, а для поездки граждан Узбекистана на Кубу необходимо получить соответствующую визу в одном из представительств Кубы в странах мира. По итогам 2018 года, Узбекистан посетило 35 граждан Кубы. Одним из главных причин слабых связей стран между собой считается географическая отдалённость стран друг от друга (примерно 15 тысяч км), отсутствие прямого авиасообщения, существование визового режима, а также другие причины, в частности экономические.
МИД Республики Узбекистан на своём официальном сайте отмечает, что определённая динамика наблюдается в отношениях с рядом стран Латинской Америки, в том числе с Кубой.
В связи со смертью президента Республики Узбекистан — Ислама Каримова, который по официальным данным умер 2 сентября 2016 года, Государственный совет Республики Куба своим указом объявил в стране официальный траур. Официальный траур на Кубе длился с 06:00 часов 5 сентября по 24:00 ночи этого же дня. Во время траура государственный флаг Республики Куба был приспущен на всех государственных и военных учреждениях Кубы. Куба стала единственной страной в мире (кроме самого Узбекистана), которая объявила траур в связи со смертью Ислама Каримова. По некоторым данным, Фидель Кастро и некоторые члены правительства Кубы симпатизировали Исламу Каримову.
В сентябре 2018 года состоялась рабочая поездка официальных лиц Кубы в Ташкент. Состоялся первый раунд межмидовских политических консультаций. Состоялась встреча министра иностранных дел Узбекистана с заместителем министра иностранных дел Кубы. Во время встречи подчеркивалось, что «несмотря на географическую отдаленность, Узбекистан и Куба готовы развивать экономические связи, используя существующий у обеих сторон достаточно высокий потенциал и реальные возможности». На встрече также присутствовал кубинский посол (с резиденцией в Баку).